# 阿列克谢·斯涅戈夫
阿列克谢·弗拉基米罗维奇·斯涅戈夫（俄语：Алексей Владимирович Снегов，1898年—1989年）苏联的革命家，1917年，被指控反党关押古拉格监狱。1954年获得平反，担任内务部部务委员和劳改营管理总局政治处主任。在尼基塔·赫鲁晓夫执政时期，他积极支持去斯大林化政策。列昂尼德·勃列日涅夫执政时期，遭到米哈伊尔·安德列耶维奇·苏斯洛夫的打压被开除出党，后在阿尔维德·亚诺维奇·佩尔谢的干预下软处理。